# Dabeinong Technology Group
Beijing Dabeinong Technology Group Company Limited или DBN Group («Бэйцзин Дабэйнун Тэкнолоджи Груп») — китайская сельскохозяйственная и пищевая корпорация, крупный производитель комбикормов и пищевых добавок для свиней, коров, птицы и рыб, охлаждённой свинины, ветеринарных препаратов, семян кукурузы, риса и сои, пестицидов и удобрений.

## История
В октябре 1994 года Шао Гэньхо основал компанию Beijing DBN Feed Technology. В 2011 году была основана дочерняя семенная компания Dabeinong Biotechnology.

## Деятельность
Мощности группы превышают 3,5 млн тонн кормов в год. Кроме того, DBN Group является крупным производителем генномодифицированных семян. По итогам 2021 года основные продажи Dabeinong Technology Group пришлись на корма (72,4 %), свинину (15 %), сырьевые товары (8,6 %) и семена (1,8 %). Все продажи компании пришлись на внутренний рынок Китая.

## Акционеры
Крупнейшими акционерами компании являются Yinhua Fund Management (3,84 %), Wanjia Asset Management (3,77 %), Шао Гэньхо (2,66 %), China Asset Management (1,45 %) и Harvest Fund Management (1,12 %).